# Ingeborg Sjöqvist
Ingeborg Sjöqvist   (Kalmar, 19 d'abril de 1912 - Rydebäck, 22 de novembre de 2015) va ser una saltadora sueca que va competir durant la dècada de 1930. Era germana de la també saltadora Lala Sjöqvist.
El 1932 va prendre part en els Jocs Olímpics de Los Angeles, on fou quarta en la prova de palanca de 10 metres del programa de salts. Quatre anys més tard, als Jocs de Berlín, fou novena en la mateixa prova.
En el seu palmarès destaquen dues medalles de plata al Campionat d'Europa de natació de 1931 i 1934.
Va fer 100 anys l'abril de 2012 i va ser l'esportista olímpica viva més vella des de la mort de Guo Jie, el 15 de novembre de 2015, fins a la seva mort, una setmana després.